# 壁谷泰雄
壁谷 泰雄（かべや やすお、1953年1月22日 - ）は、日本の実業家である。株式会社東海運顧問、元代表取締役社長。

## 来歴
東京都出身。1975年3月に法政大学経済学部経済学科を卒業、同年4月に東海運入社。同社の主力地域である京浜地区を長く担当する。その後、2005年7月関東事業部長、2008年6月取締役京浜事業部長、2012年4月取締役、2012年6月常務取締役を歴任する。2013年4月1日、弘津裕前社長に代わり代表取締役社長に就任。2017年4月1日、長島康雄が社長に就任するのに伴い、取締役会長に退く。2018年4月1日取締役兼特命事項担当、2018年6月28日顧問。